# Fontana di piazza d'Aracoeli
La fontana di piazza d'Aracoeli si trova a Roma, nella piazzetta ai piedi del Campidoglio nel rione Campitelli.
Terminato nel 1587 il restauro ed il ripristino dell'antico acquedotto alessandrino, chiamato da allora “Acqua Felice” dal nome del papa Sisto V, al secolo Felice Peretti, sotto il cui pontificato venne terminata l'opera, come era stato fatto in precedenza per l'Aqua Virgo, furono iniziati i lavori per una ramificazione sotterranea secondaria del condotto, in modo da assicurare l'approvvigionamento idrico delle zone dei colli Viminale e Quirinale, allora scarsamente serviti, e della zona dell'isola Tiberina, e venne di conseguenza progettata anche l'edificazione di un certo numero di fontane.

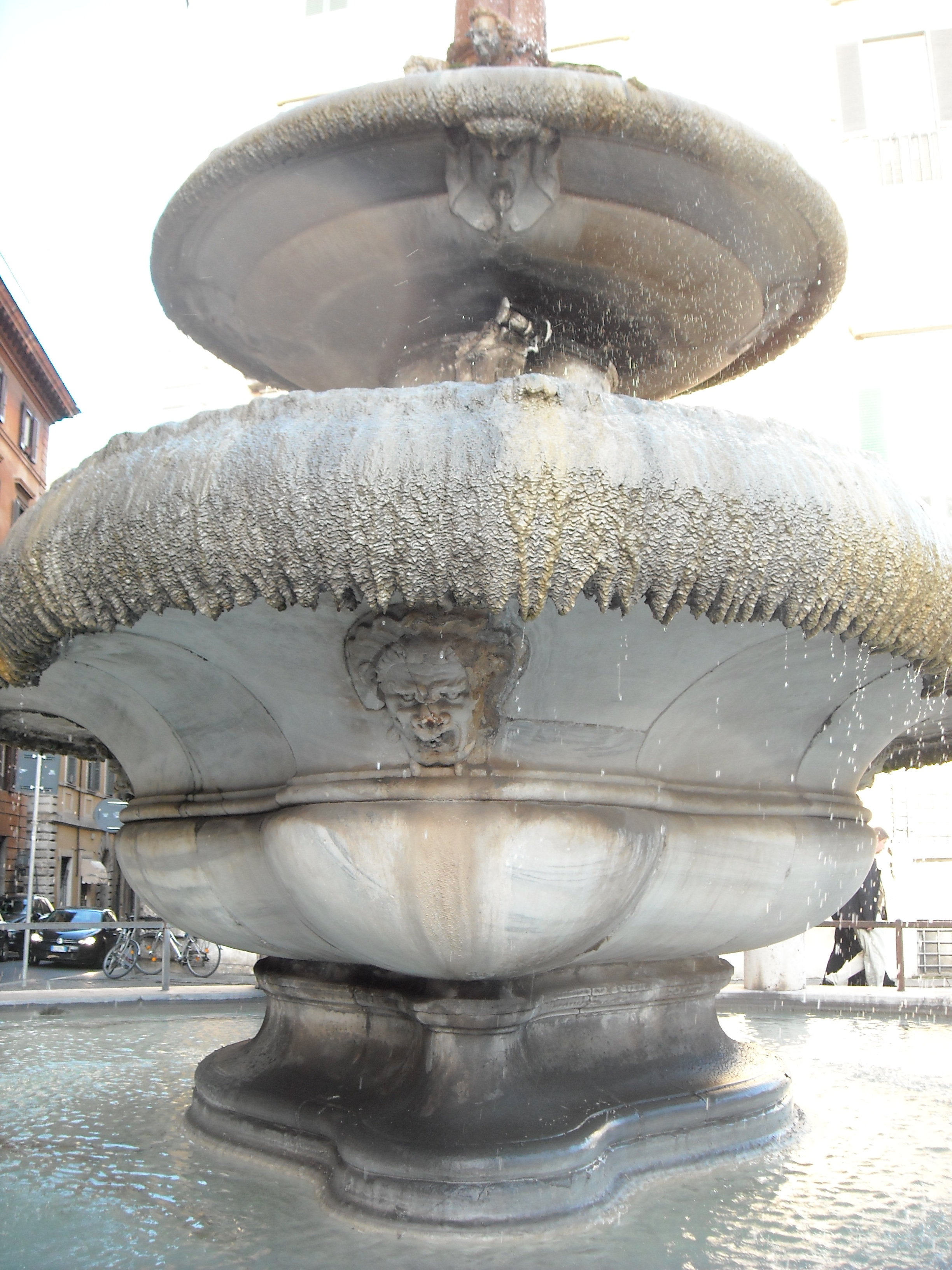
La piscina, la forma ovaleggiante e i mascheroni

Fu commissionata da papa Sisto V a Giacomo Della Porta, che nel 1589 ne progettò il disegno, realizzato da Andrea Brasca, Pietro Gucci e Pace Naldini: si trattava di una vasca circolare con due protuberanze opposte, che le davano una vaga forma ovaleggiante, ornata da mascheroni, poggiata su tre gradini (il più interno dei quali di dimensioni inferiori a quelle della vasca) della stessa forma, circondati da una stretta piscina di raccolta dell'acqua. Al centro della vasca un blocco cubico di marmo, con mascheroni e decori, sorreggeva un balaustro a forma di calice alla cui sommità era posto un catino contenente quattro putti versanti acqua da altrettante anfore.

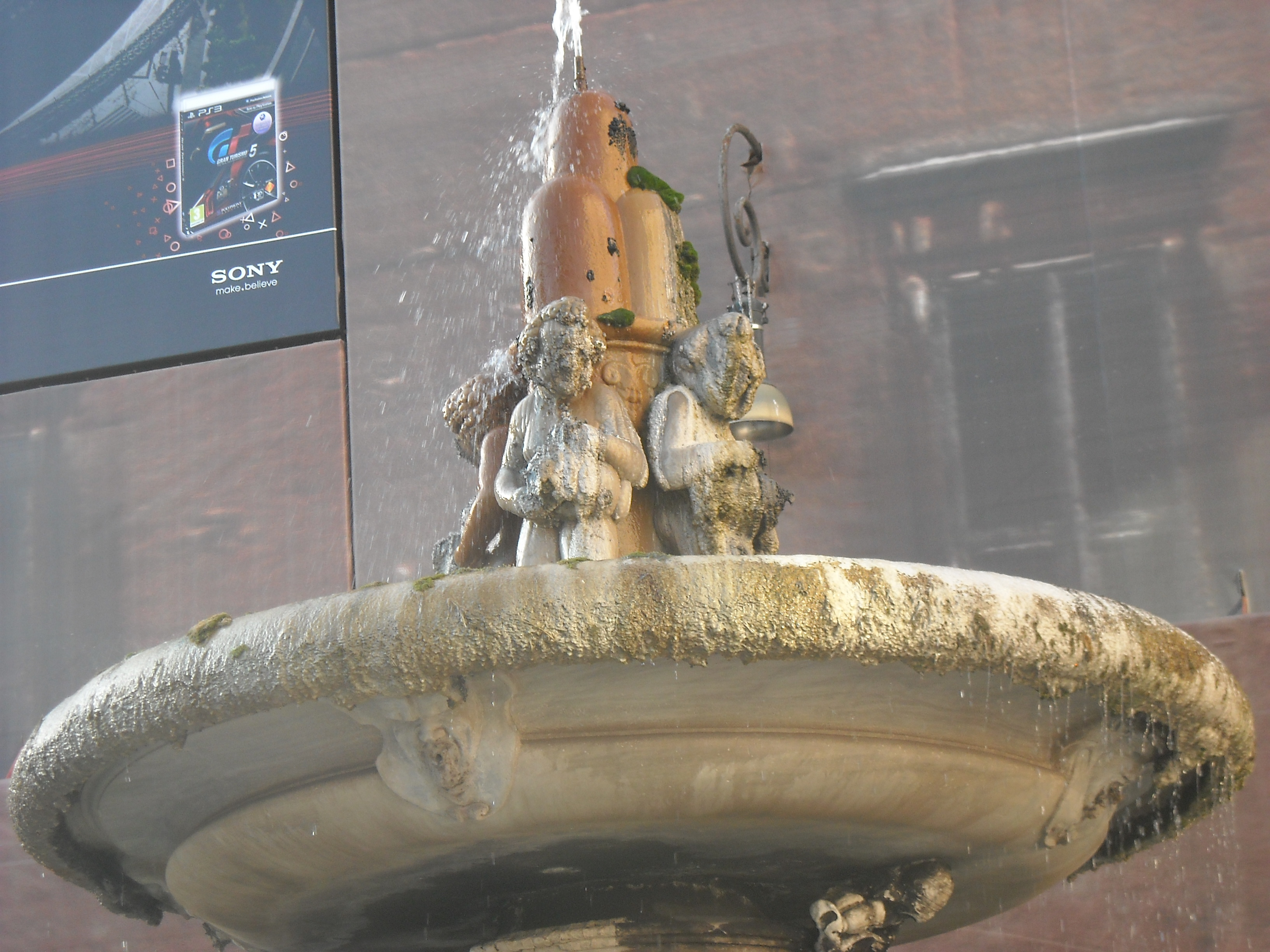
Particolare del trimonzio sommitale con i putti

Il balaustro della fontana, già ornato dagli stemmi del Popolo Romano, è stato successivamente ornato anche con lo stemma della famiglia Chigi, cui apparteneva papa Alessandro VII (1655-1667) che aggiunse, tra i putti, il trimonzio, simbolo araldico della famiglia.
Nei primi anni del XVIII secolo, durante il pontificato di Clemente XI, i due gradini inferiori vennero eliminati e sostituiti da un'ampia piscina di raccolta dell'acqua, circondata da una serie di colonnine in pietra collegate da sbarre in ferro, come è visibile nella configurazione attuale, ad opera, probabilmente, dell'architetto Giambattista Contini.
Della piazza in cui era originariamente collocata la fontana rimangono ora solo due lati, a causa degli sventramenti operati negli anni trenta per la costruzione del Vittoriano e per l'organizzazione della viabilità circostante.